# Крістофер Кларк
Крістофер Кларк (англ. Christopher Clark; нар. 14 березня 1960 року в Сіднеї) — австралійський історик, проживає у Великій Британії. У 2015 році був посвячений у лицарі за заслуги у справі англо-німецьких відносин.
Член-кореспондент Австрійської академії наук (2015).

## Освіта і професійна діяльність
Здобув середню освіту в Граматичній гімназії Сіднея в 1972—1978 роках. Вивчав історію в Сіднейському університеті, з березня 1985 по жовтень 1987 навчався у Вільному університеті Берліна.
Здобув ступінь доктора філософії в Кембриджському університеті. Станом на 2016 рік є професором модерної історії Європи в Кембриджському університеті.